# Хасханов, Руслан Самадович
Русла́н Сама́дович Хасха́нов (чечен. ХасхагӀеран Руслан; род. 15 марта 1973, Хасавюрт) — российский и норвежский художник чеченского происхождения. Член союза художников Норвегии.

## Биография
Родился в 1973 году в Хасавюрте Дагестанской АССР. Представитель чеченского тайпа чартой.

### Карьера
Руслан изобразительным творчеством увлекается ещё со школьных лет, в 1989 году родители отдали его учиться в местную Хасавюртовскую детскую художественную школу, где учился до 1989 года, в том же году поступил в Дагестанское художественное училище им. М. А. Джемала, а в 1997 году продолжил образование в Академии художеств имени Репина в Санкт-Петербурге. Тогда его работы уже стали привлекать к себе пристальное внимание специалистов в данной сфере.
В 1998 году Р. Хасханова приглашают в Южную Корею — принять участие в совместных с корейскими художниками выставках, а также преподавать в частной художественной школе города Ульсан.
В 2003 году перебрался в Норвегию, куда, в связи с военными действиями в Чечне, уехали многие чеченцы. В норвежском городе Драммен, начался его новый этап творческой жизни — помимо участия в многочисленных выставках в Норвегии и других странах Западной Европы. В 2006 году художник открыл собственную художественную школу реалистического направления под названием «Ренессанс». Преподает в художественных школах и академиях в столице Норвегии Осло. Является членом Союза художников Норвегии.
Работы Руслана — в лучших галереях города Осло. Серия портретов чеченских старейшин — самая любимая у норвежцев. В перерывах между лекциями ведет занятия по карате.
В интервью телеканалу «Россия» Руслан признался: «Чем я дальше от дома, тем больше о нём думаю. Меня три раза свари в кастрюле — норвежцем не стану».

### Семья
Женат, есть дети.

## Выставки
- 1997 — Выставка посвящённая 200 летию имаму Шамилю,  Россия в городе Санкт-Петербург[1]
- 1999 — Выставка  Республика Корея в городе Ульсан
- 2002 — Выставка Чеченских художников в Академии художеств,  Россия в городе Москва[1]
- 2004 — Выставка в галерее  Норвегия в городе Тюнсет[1]
- 2005 — Выставка в галерее «Stasjon»  Норвегия в городе Моелв[1]
- 2007 — Выставка в галерее «Athene»  Норвегия в городе Берген[1]
- 2007 — Выставка в « Ретт вест»  Норвегия в городе Шлеместад[1]
- 2007 — Выставка в галерее «Athene»  Норвегия в городе Драммен[1]
- 2007 — Выставка в галерее «Stasjon»  Норвегия в городе Лиер[1]
- 2007 — Выставка в галерее «Athene»  Норвегия в городе Ставангер[1]
- 2008 — Выставка в галерее «Gustava»  Норвегия в городе Хамар[1]
- 2008 — Выставка в музее  Норвегия в городе Драммен[1]

## Галерея

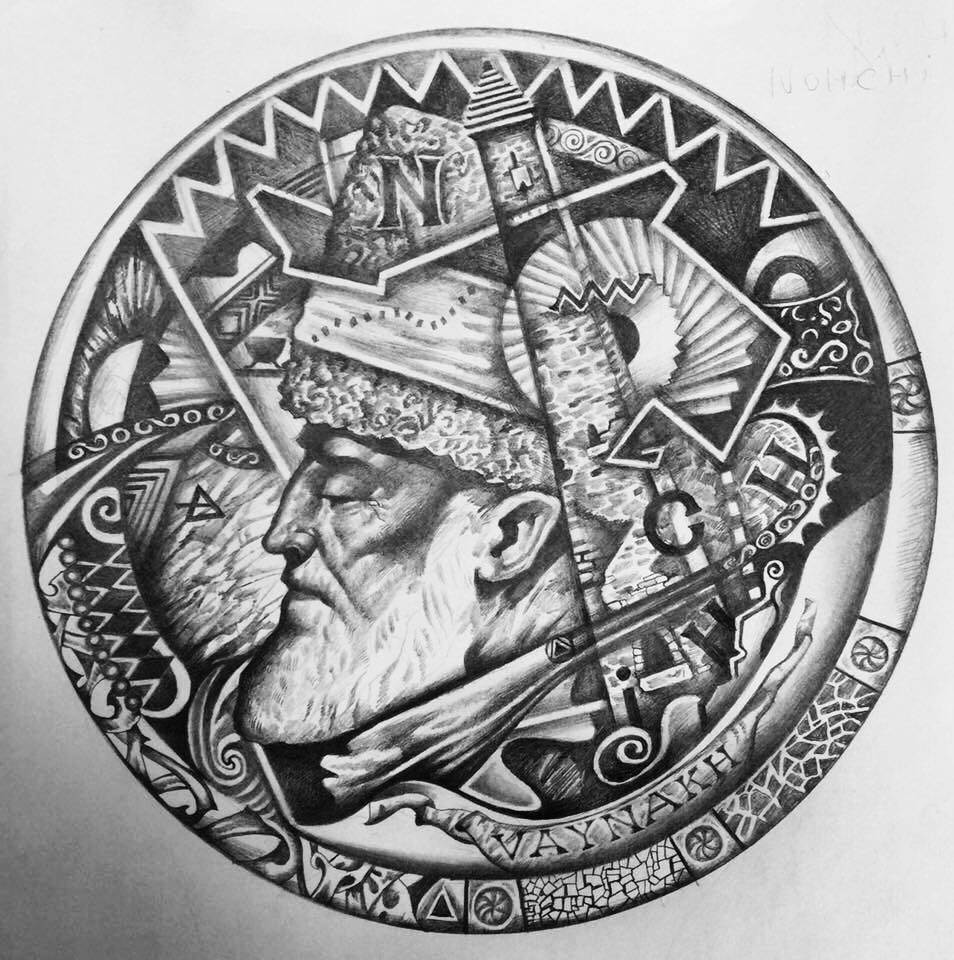
Экслибрис «Чеченец хранитель тайны предков»
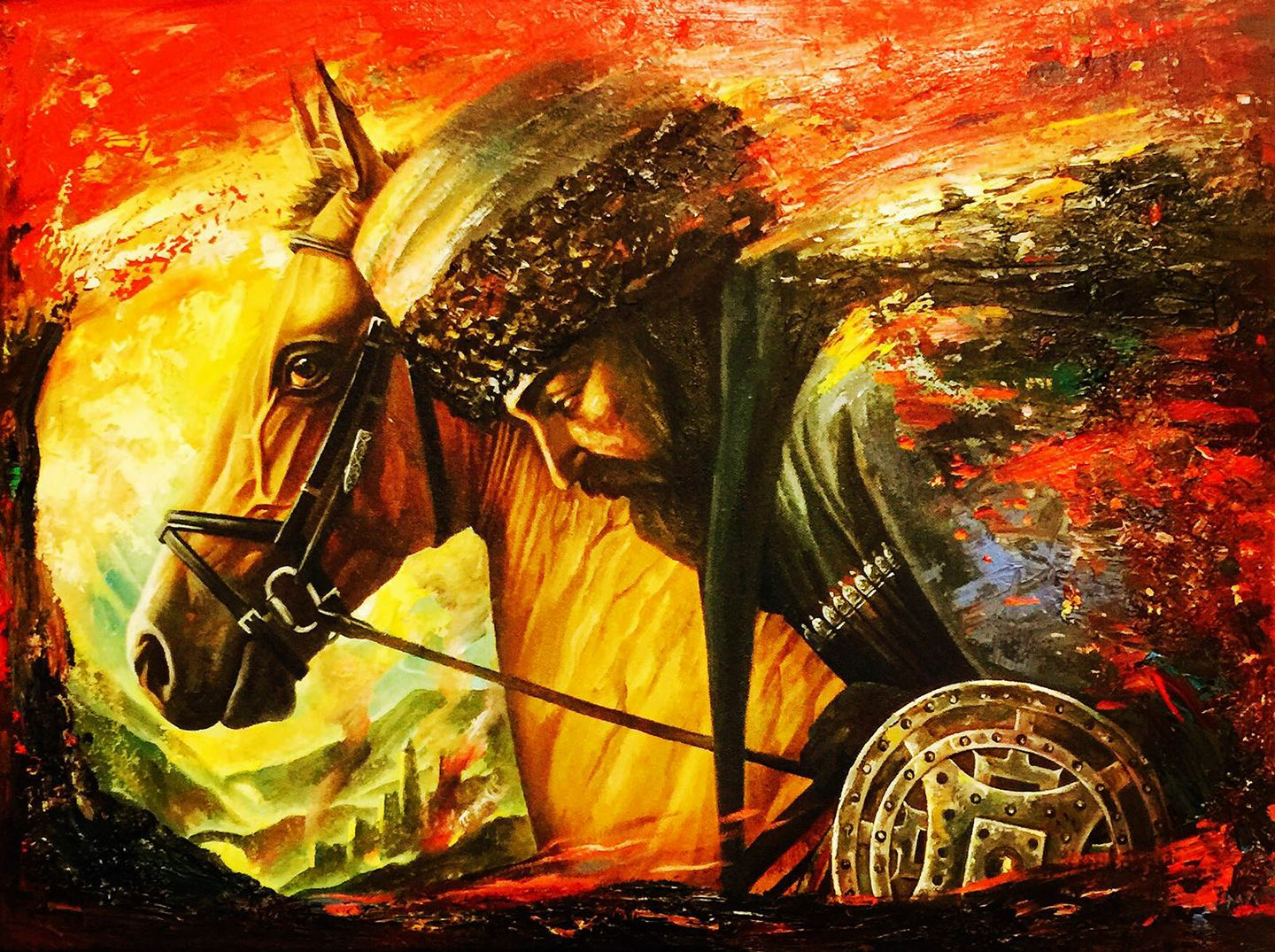
Шейх Мансур на коне
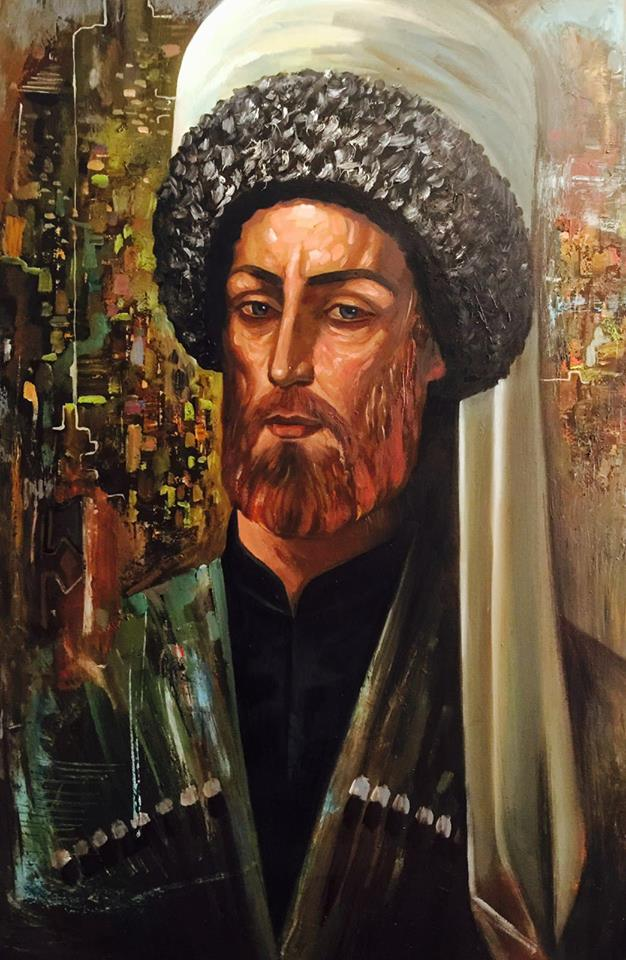
Шейх Мансур
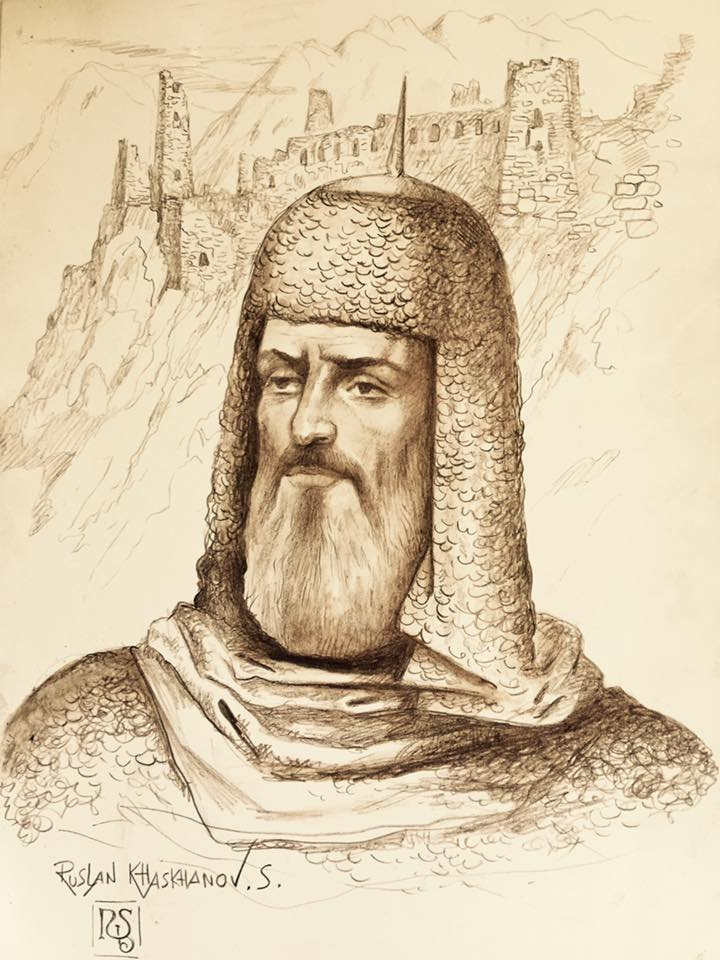
Ших Окоцкий
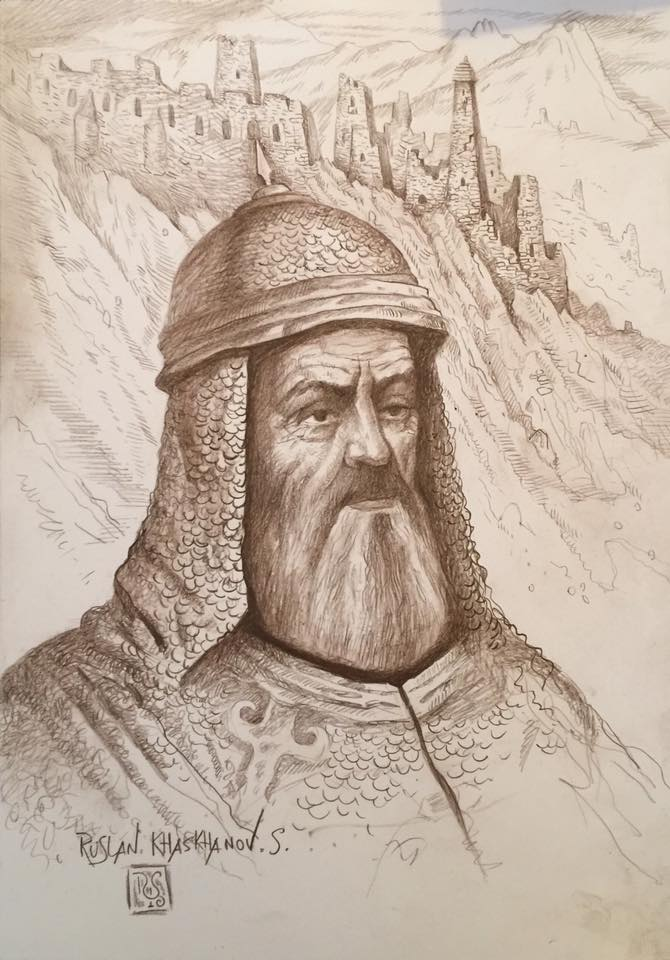
Ушурма